# Kyllinga stenophylla
Kyllinga stenophylla là loài thực vật có hoa trong họ Cói. Loài này được K.Schum. ex C.B.Clarke mô tả khoa học đầu tiên năm 1906.